# 克里斯托夫·弗罗绍尔

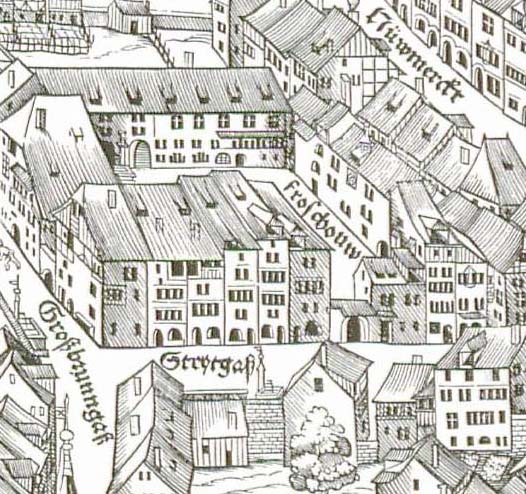
1576年繆爾平面圖上顯示的蘇黎世弗羅紹區，由小克里斯托夫・弗罗绍尔印刷。

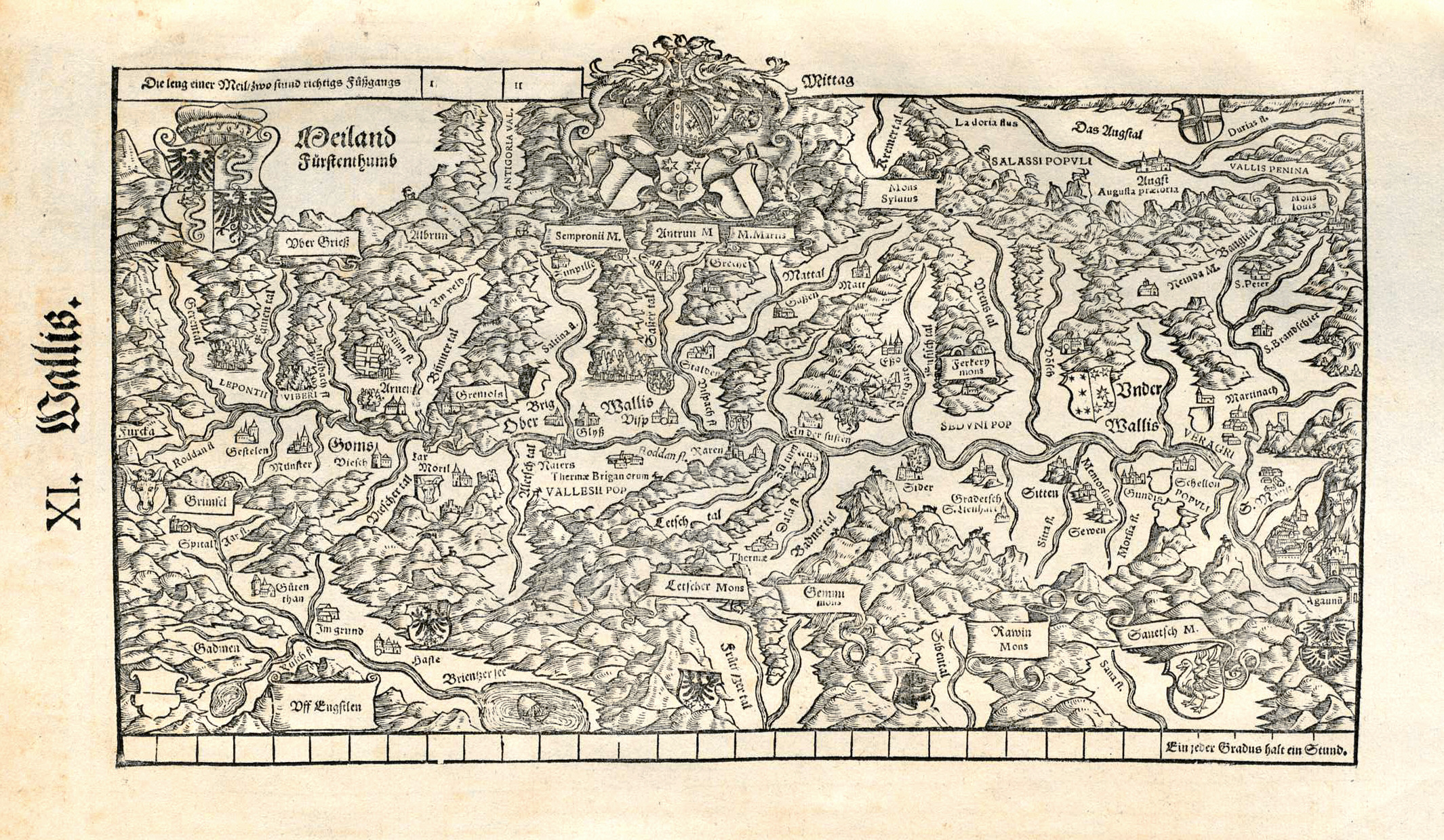
收錄在约翰内斯·施通普夫和克里斯托夫・弗罗绍尔編印的地圖冊中的瓦萊州地圖，蘇黎世，1556年

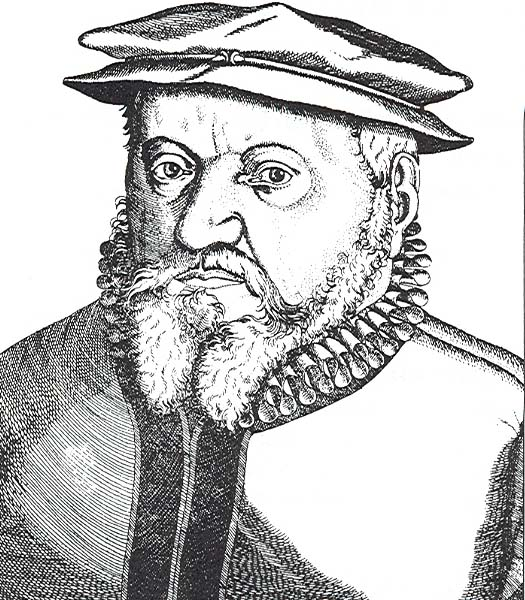
小克里斯托夫・弗罗绍尔

克里斯托夫・弗罗绍尔（1490前後 – 1564年4月1日）是蘇黎世的第一位印刷商，以印刷弗羅紹爾聖經，即慈運理聖經譯本而出名。他的作坊成了Orell Füssli印刷公司的核心。
他在奥格斯堡從叔父漢斯·弗羅紹爾（Hans Froschauer）那裏學習了印刷手藝，並於1515年遷到蘇黎世。在爲一名叫漢斯·呂格的人工作期間，他製作了一臺印刷機。1517年呂格去世後，弗羅紹爾娶了他的遺孀，並接管了印刷生意，1519年他被授予蘇黎世公民身份。1522年大齋期間弗羅紹爾在自己作坊組織的香腸事件，導致了慈運理和宗教機構的公開衝突，從而引發蘇黎世宗教改革。在他妻子於1550年過世後，他又娶了多萝西娅·洛赫（Dorothea Locher）。
如今Froschaugasse（47°22′24″N 8°32′43″E / 47.37333°N 8.54528°E）旁的蘇黎世弗羅紹區，就是因弗羅紹爾得名。歷史上的作坊在弗羅紹區的北部邊界上，位於Brunngass街18號，面對Zähringerplatz。
他印刷了德西德里乌斯·伊拉斯谟、路德，特別是慈運理的著作。在1520年到1564年間，弗羅紹爾的四間印刷作坊共發行了大約700部書，印製份數幾近一百萬。印刷使用的紙張由利馬特河畔的紙廠生產，也由弗羅紹爾經營。弗羅紹爾在1564年死於鼠疫。他的侄子小克里斯托夫・弗罗绍尔（1532年–1585年）接管了印刷作坊。

## 参看
- History of Zürich

## 外部連結
- Global Anabaptist Mennonite Encyclopedia Online上的 （页面存档备份，存于）Froschauer, Christoph (d. 1564) （页面存档备份，存于）